# 村山駅 (山形県)

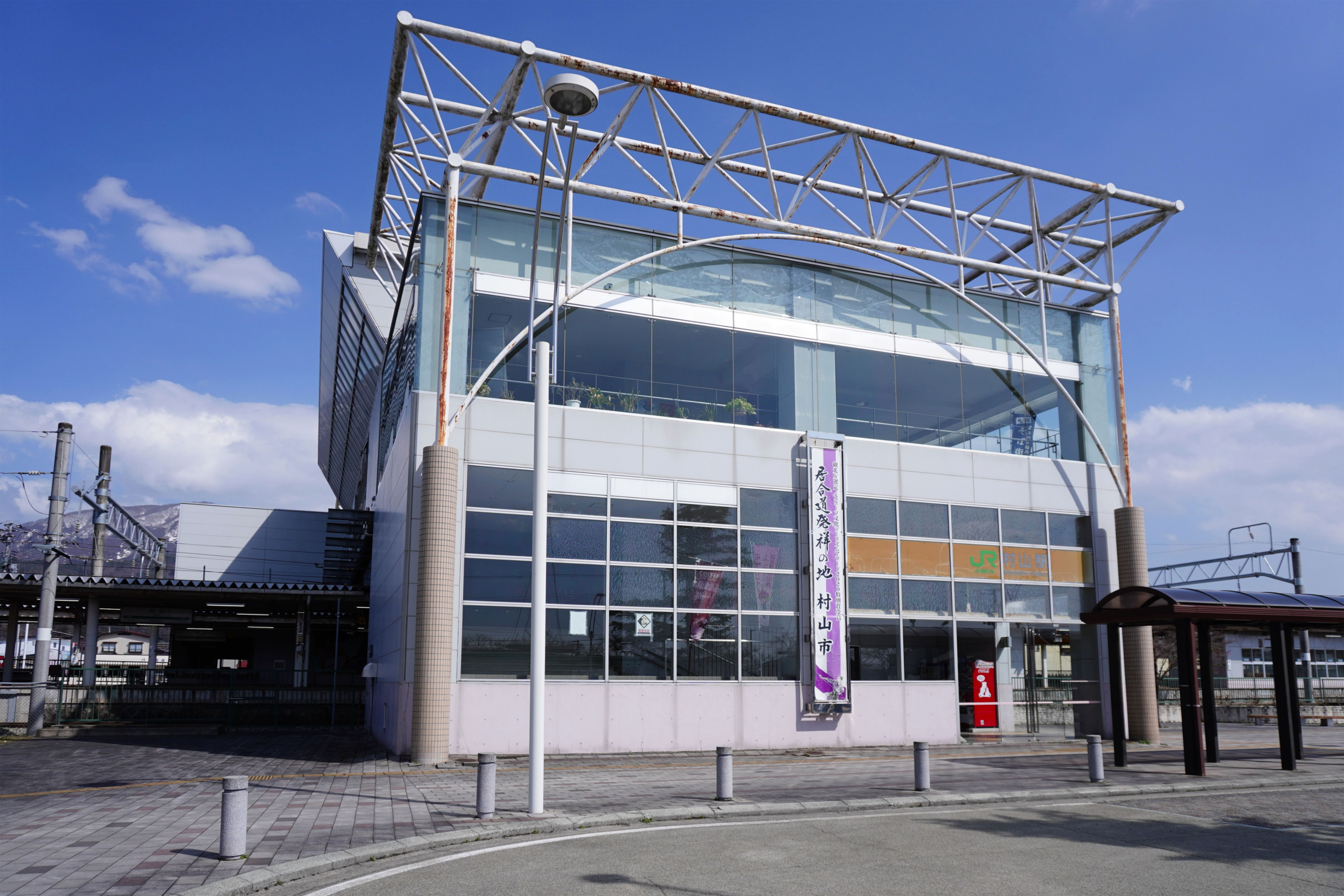
西口（2024年3月）

村山駅（むらやまえき）は、山形県村山市楯岡新町1丁目にある、東日本旅客鉄道（JR東日本）奥羽本線（山形線）の駅。
山形新幹線の停車駅である。

## 歴史
- 1901年（明治34年）
  - 8月23日：官設鉄道（のちに日本国有鉄道）奥羽南線の山形 - 当駅間開通と共に楯岡駅（たておかえき）として開業[2][3]。
  - 10月21日：当駅 - 大石田間が開業[4]。
- 1909年（明治42年）10月12日：線路名称の制定に伴い、奥羽本線の駅となる[5]。
- 1936年（昭和11年）4月18日：先代駅舎の使用を開始。5月3日に竣工式[新聞 1]。
- 1962年（昭和37年）3月末：跨線橋が完成[新聞 2]。
- 1976年（昭和51年）8月1日：貨物の取り扱いを廃止[2][6]。
- 1985年（昭和60年）3月14日：荷物の扱いを廃止[2]。
- 1987年（昭和62年）4月1日：国鉄分割民営化に伴い、東日本旅客鉄道（JR東日本）の駅となる[2]。
- 1999年（平成11年）12月4日：山形新幹線の新庄延伸に併せ村山駅に改称[報道 1][報道 2]。現駅舎の使用を開始[7]。
- 2016年（平成28年）4月1日：業務委託化[6]。村山駅長・助役を廃止。
- 2020年（令和2年）3月14日：新幹線eチケットサービスを開始[報道 3]。
- 2021年（令和3年）3月13日：タッチでGo!新幹線のサービスを開始[注 1][報道 6]。
- 2024年（令和6年）
  - 3月16日：奥羽本線でICカード「Suica」が利用可能となる[報道 7][報道 8]。
  - 10月1日：えきねっとQチケのサービスを開始[1][報道 9]。

### 駅名について
この駅は旧楯岡町の中心部にあり楯岡と命名された。1954年（昭和29年）の村山市が誕生後も駅名はそのままであったが、山形新幹線新庄延伸にあわせ、自治体側の要望によって、市名と同じ駅名に改称された。

## 駅構造
単式ホーム1面1線と島式ホーム1面2線の計2面3線を有する地上駅である。橋上駅舎を持つ。橋上駅舎は山形新幹線の開業にあわせて建て替えられたもので、内部には改札が1か所あり、出口は東口と西口がある。
改築前は木造の比較的大きな地上駅舎をもっていたが、東側にしか出口がなかった。駅舎を新築する際に東西に出口を設けることとなり、橋上駅舎となった。東口駐車場南側にあった村山警察署駅前交番が、2006年（平成18年）に駅舎東口の1階へ移転した。
以前は駅長・助役配置の管理駅で、袖崎駅を管理していたほか、国内旅行商品を取り扱う「びゅう旅センター」が設置されていた。現在は山形駅管理のJR東日本東北総合サービスが受託する業務委託駅になっている。駅舎内部にはみどりの窓口、自動券売機、山形新幹線用のSuica・えきねっとQチケ改札機および山形線用の簡易Suica改札機が設置されている。なお、えきねっとQチケを利用する場合は、山形新幹線では改札機にQRコードをかざす一方、山形線では改札窓口にいる係員へQRコードを提示する必要がある。このほか、各ホームと東口・西口に合計4基のエレベーターが設けられている。

### のりば
| 番線 | 路線        | 方向 | 行先                                             | 備考            |
| ---- | ----------- | ---- | ------------------------------------------------ | --------------- |
| 1    | ■山形線     | 上り | さくらんぼ東根・天童・南出羽・羽前千歳・山形方面 | 当駅始発は3番線 |
| 2    | ■山形新幹線 | 上り | 山形・福島・東京方面                             |                 |
| 2    | ■山形新幹線 | 下り | 新庄方面                                         |                 |
| 2    | ■山形線     | 上り | さくらんぼ東根・天童・南出羽・羽前千歳・山形方面 | 一部列車        |
| 2    | ■山形線     | 下り | 大石田・新庄方面                                 |                 |
| 3    | ■山形新幹線 | 下り | 新庄方面                                         | 一部列車        |
| 3    | ■山形線     | 下り | 大石田・新庄方面                                 |                 |

- 2番線を本線とする一線スルー構造であり、1番線（上り1番線）は新庄方からの上り列車の発着のみ可能、2番線・3番線（下り1番線）は上下列車の発着・折返しが可能である。かつては山形駅からの最終電車が日付を跨いで当駅まで（旅客扱い終了後は回送）乗り入れていたが、のちに天童までに区間短縮されて消滅した。

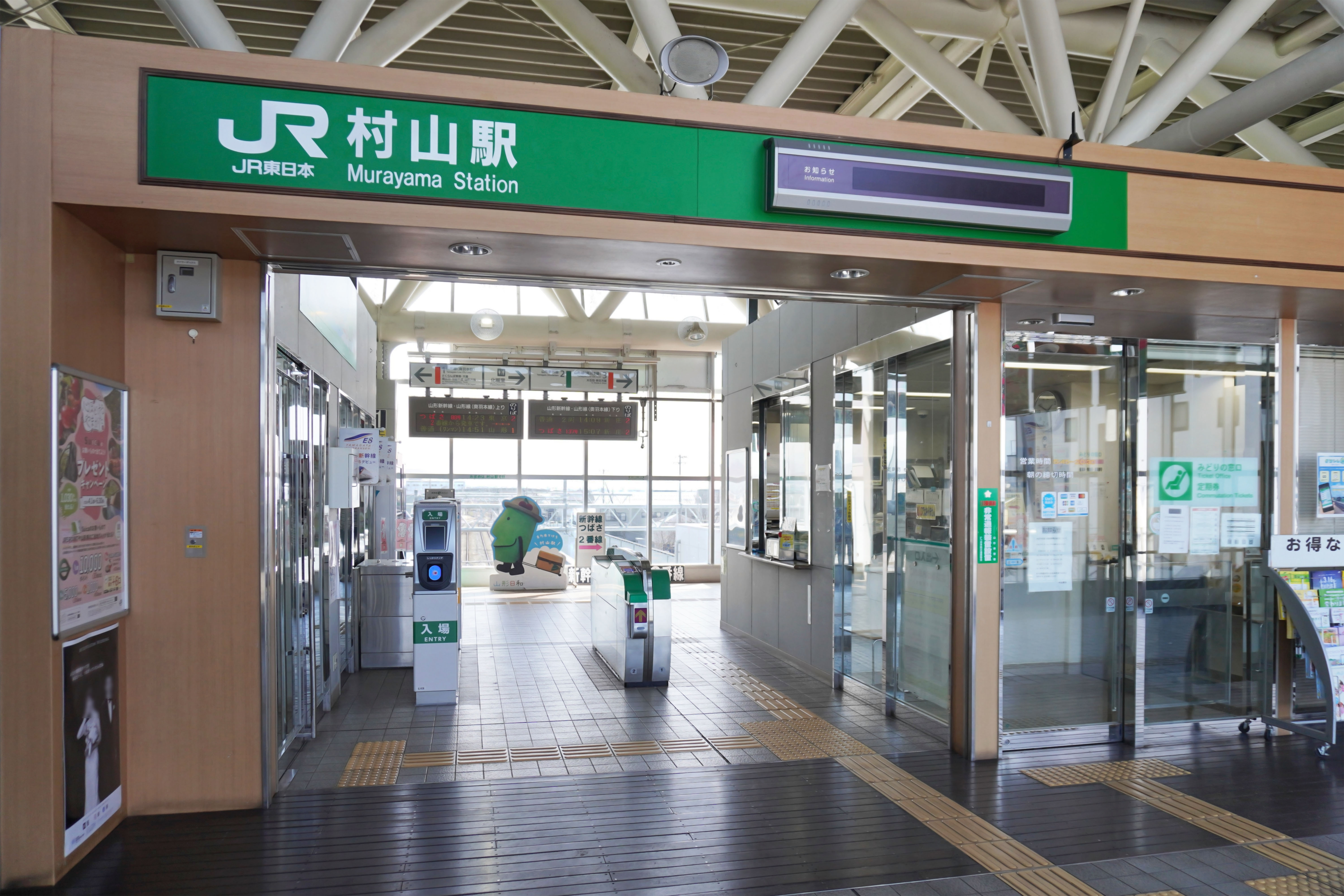
改札口（2024年3月）
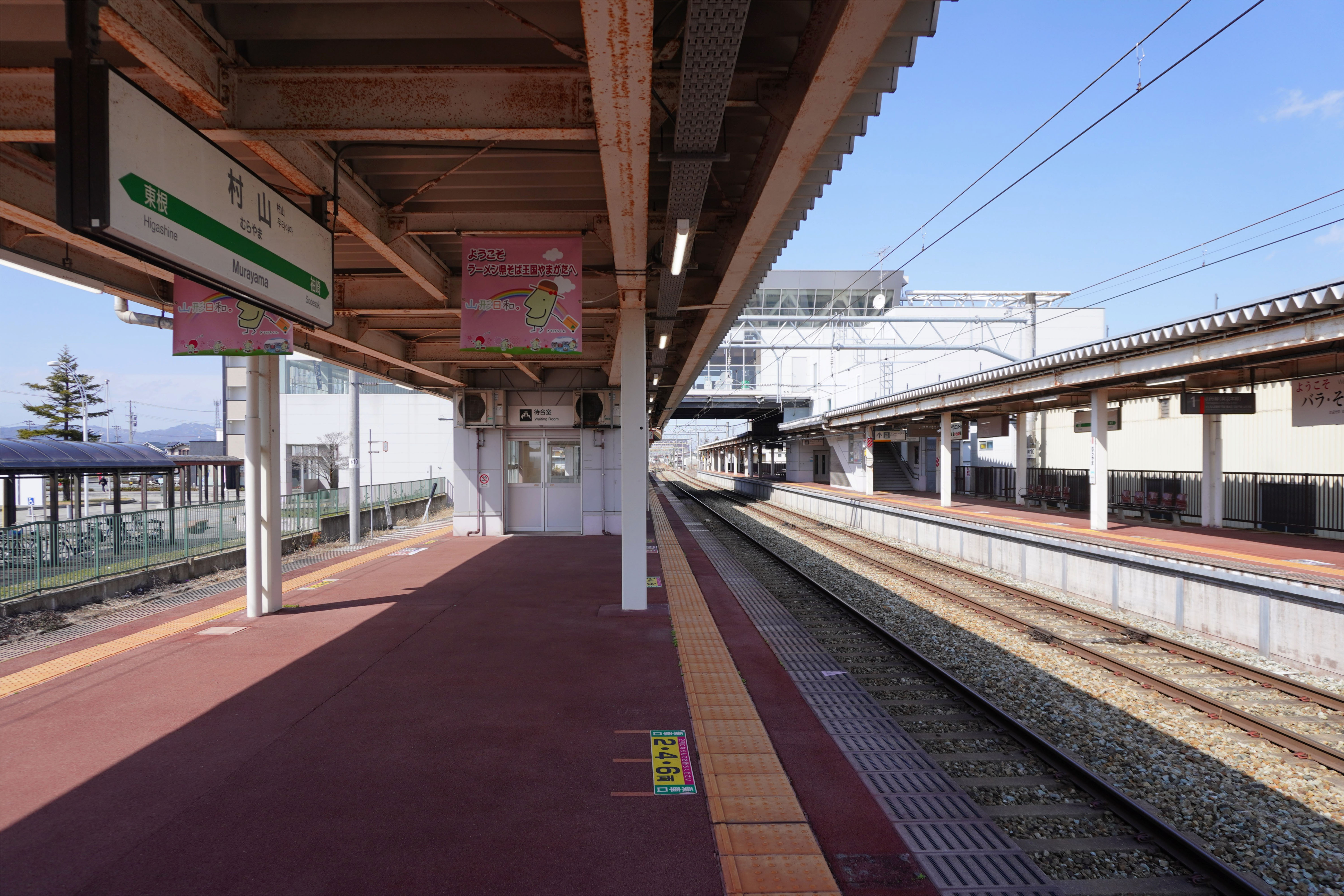
ホーム（2024年3月）

## 利用状況
JR東日本によると、2023年度（令和5年度）の1日平均乗車人員は730人である。
2000年度（平成12年度）以降の推移は以下のとおりである。
| 1日平均乗車人員推移 | 1日平均乗車人員推移 | 1日平均乗車人員推移 | 1日平均乗車人員推移 | 1日平均乗車人員推移 |
| 年度                | 定期外              | 定期                | 合計                | 出典                |
| ------------------- | ------------------- | ------------------- | ------------------- | ------------------- |
| 2000年（平成12年）  |                     |                     | 1,373               | [ 利用客数 2 ]      |
| 2001年（平成13年）  |                     |                     | 1,425               | [ 利用客数 3 ]      |
| 2002年（平成14年）  |                     |                     | 1,483               | [ 利用客数 4 ]      |
| 2003年（平成15年）  |                     |                     | 1,432               | [ 利用客数 5 ]      |
| 2004年（平成16年）  |                     |                     | 1,409               | [ 利用客数 6 ]      |
| 2005年（平成17年）  |                     |                     | 1,336               | [ 利用客数 7 ]      |
| 2006年（平成18年）  |                     |                     | 1,292               | [ 利用客数 8 ]      |
| 2007年（平成19年）  |                     |                     | 1,240               | [ 利用客数 9 ]      |
| 2008年（平成20年）  |                     |                     | 1,201               | [ 利用客数 10 ]     |
| 2009年（平成21年）  |                     |                     | 1,187               | [ 利用客数 11 ]     |
| 2010年（平成22年）  |                     |                     | 1,208               | [ 利用客数 12 ]     |
| 2011年（平成23年）  |                     |                     | 1,205               | [ 利用客数 13 ]     |
| 2012年（平成24年）  | 246                 | 960                 | 1,207               | [ 利用客数 14 ]     |
| 2013年（平成25年）  | 243                 | 1,047               | 1,290               | [ 利用客数 15 ]     |
| 2014年（平成26年）  | 248                 | 1,024               | 1,273               | [ 利用客数 16 ]     |
| 2015年（平成27年）  | 245                 | 1,061               | 1,306               | [ 利用客数 17 ]     |
| 2016年（平成28年）  | 231                 | 785                 | 1,017               | [ 利用客数 18 ]     |
| 2017年（平成29年）  | 226                 | 808                 | 1,034               | [ 利用客数 19 ]     |
| 2018年（平成30年）  | 223                 | 784                 | 1,008               | [ 利用客数 20 ]     |
| 2019年（令和元年）  | 208                 | 725                 | 934                 | [ 利用客数 21 ]     |
| 2020年（令和02年）  | 96                  | 612                 | 708                 | [ 利用客数 22 ]     |
| 2021年（令和03年）  | 105                 | 627                 | 733                 | [ 利用客数 23 ]     |
| 2022年（令和04年）  | 137                 | 586                 | 724                 | [ 利用客数 24 ]     |
| 2023年（令和05年）  | 164                 | 565                 | 730                 | [ 利用客数 1 ]      |

## 駅周辺
当駅は村山市街の南西部にある。駅付近には銀行や大規模な商店など一通りのものがそろっている。
- 村山市役所
- 最上徳内記念館
- 村山警察署
- 村山警察署駅前交番
- 村山消防署
- 村山郵便局
- 村山税務署
- 山形県村山総合支庁北庁舎
- 駅レンタカー村山駅営業所[9]
- 国道13号
- ヤマザワ村山駅西店
- ヤマザワ村山店
- おーばん村山店

## バス路線
西口ロータリーに村山駅バス停が、東口に村山駅前バス停が設置されており、以下の路線バスや高速バスが運行されている。
- 山交バス
  - 天童バスターミナル行き／北村山公立病院行き／北町（村山産業高校前）行き／谷地行き／尾花沢待合所行き
  - 特急48ライナー：仙台行き／新庄行き
  - TOKYOサンライズ号：東京行き
- 村山市営バス
  - 村山市役所行き／深沢行き／大鳥居行き

## 隣の駅
東日本旅客鉄道（JR東日本）
■山形新幹線
さくらんぼ東根駅 - 村山駅 - 大石田駅
■山形線（奥羽本線）
東根駅 - 村山駅 - *（金谷信号場） - 袖崎駅
*打消線は廃止信号場

### 記事本文